# 박동욱 (프로게이머)
박동욱(1982년 11월 12일 ~ )은 대한민국의 스타크래프트 프로게이머이다.

## 경력

### 하부리그 예선 및 기타리그
- 2001년 코카콜라배 온게임넷 스타리그 예선 11조 8강 (vs 김완철 1:2 패)
- 2002년 NATE배 온게임넷 스타리그 예선 1조 8강 (vs 김광훈 0:2 패)
- 2002년 온게임넷 2002 1차 챌린지리그 96강 (vs 박현준 0:2 패)
- 2002년 gembc 2nd KPGA 예선 12조 (vs 김동우 1:2 패)
- 2002년 Ghem TV 2차 스타리그 7조 4강 (vs 장진남 1:2 패)
- 2002년 온게임넷 2002 2차 챌린지리그 24강 (vs 박경락 0:1 패)
- 2002년 gembc 2002 4th KPGA 예선 8조 4강 (vs 장진수 1:2 패)
- 2002년 온게임넷 2002 3차 챌린지리그 D조 4강 (vs 이재훈 0:1 패)
- 2002년 온게임넷 2002 3차 챌린지리그 13위 결정전 6인 중 2위 (vs 나도현 0:1 패)
- 2003년 온게임넷 2003 1st 챌린지리그 H조 96강 (vs 성준모 1:2 패)
- 2003년 스타우트배 MBC 게임 스타리그 오프라인 예선 K조 4강 (장진수 0:2 패)
- 2003년 Ghem TV 4차 스타리그 2조 4강 (vs 장진수 1:2 패)
- 2003년 WCG 2003 대표선발전 1차 예선 시드결정전 1차 96강 (vs 이윤열 0:2 패)
- 2003년 WCG 2003 대표선발전 1차 예선 시드결정전 1차 패자조 (vs 김근백 0:2 패)
- 2003년 온게임넷 2003 2차 챌린지리그 U조 48강 (vs 심소명 0:2 패)
- 2003년 MBC 게임 2003 1차 마이너리그 예선 18조 2위 (vs 김환중 0:2 패)
- 2003년 MBC 게임 2003 1차 마이너리그 예선 17, 18조 마이너결정전 패 (vs 장진남 1:2 패)
- 2003년 WCG 2003 최종예선 32강 (64강 vs 이윤열 1:0 승, 32강 김환중 0:1 패)
- 2003년 iTV 신인왕전 2003 4강 (4위 / ※4강 풀리그 상대: 차재욱, 박성준, 최연성)
- 2003년 MBC 게임 2003 2차 마이너리그 예선 32조 1위 (vs 전상욱 3:0 승)
- 2003년 온게임넷 2003 3차 챌린지리그 예선 F조 2위 (vs 최연성 0:2 패)
- 2003년 MBC 게임 2003 2차 마이너리그 예선 31,32 조 마이너결정전 패 (vs 박상익 0:2 패)
- 2004년 KT-KTF 프리미어리그 2기 1차예선 - 2위 진출전 패 (vs 김성제 1:2 패, vs 박경락 2:1 승, vs 도진광 2:1 승, vs 김환중 1:2 패)
- 2004년 iTV 7차 랭킹전 예선 A조 64강 (vs 주진철 0:2 패)
- 2004년 온게임넷 2004 1차 챌린지리그 D조 12강(vs 김동진 1:2 패)
- 2004년 MBC 게임 2004 3차 마이너리그 예선 D조 2위 (vs 안기효 0:2 패)
- 2003년 WCG 2004 1차 예선 시드결정전 D조 패 (한승엽 1:2 패)
- 2004년 온게임넷 2004 2차 챌린지리그 H조 2위 (vs 조용호 0:2 패)
- 2004년 온게임넷 2004 2차 챌린지리그 2차 진출전 A조 최종전 패 (vs 박지호)
- 2004년 MBC 게임 2004 4차 마이너리그 예선 2조 4강 (vs 임요환 1:2 패)
- 2004년 온게임넷 CYON 2004 3rd 챌린지리그 I조 8강 (vs 박경수 패)
- 2005년 MBC 게임 ATI배 MSL 서바이버 예선전 16조 8강 (서경종 0:2 패)

### 지방대회
- 1999년 11월 APGL 결선 진출
- 2000년 1월 LG 부천대회 2위
- 2000년 5월 ByC.L배 충북대회 1위
- 2000년 8월 ByC.L배 2회 충북대회 1위
- 2000년 8월 충북 청주 시장배 1위
- 2001년 5월 제2회 CJB배 3위
- 2002년 5월 제3회 CJB배 우승

## 팀단위 대회 기록
| 프로리그           | 프로리그    | 프로리그        | 프로리그  | 프로리그  | 프로리그  | 프로리그  | 프로리그  | 프로리그  | 프로리그            | 프로리그 |
| 시즌               | 시즌        | 소속            | 개인      | 개인      | 팀플      | 팀플      | 합계      | 승률      | 팀성적              | 비고     |
| 시즌               | 시즌        | 소속            | 승        | 패        | 승        | 패        | 합계      | 승률      | 팀성적              | 비고     |
| ------------------ | ----------- | --------------- | --------- | --------- | --------- | --------- | --------- | --------- | ------------------- | -------- |
| 2003 KTF EVER      | 예선        | 삼성전자 칸     | -         | 2         | -         | -         | 0승 2패   | 0.0%      | 7위(10팀)           |          |
| 2003 KTF EVER      | 본선        | 삼성전자 칸     | 1         | 1         | -         | -         | 1승 1패   | 50.0%     | 7위(10팀)           |          |
| 2003 네오위즈 피망 | 예선        | 삼성전자 칸     | 1         | 2         | -         | 1         | 1승 3패   | 25.0%     | 예선탈락            |          |
| 2003 네오위즈 피망 | 본선        | 삼성전자 칸     | 예선 탈락 | 예선 탈락 | 예선 탈락 | 예선 탈락 | 예선 탈락 | 예선 탈락 | 예선탈락            |          |
| 2004 SKY 1R        | 2004 SKY 1R | 삼성전자 칸     | 1         | -         | 3         | 2         | 4승 2패   | 66.6%     | 10위(11팀)          |          |
| 2004 SKY 2R        | 2004 SKY 2R | 헥사트론 드림팀 | 2         | 3         | -         | -         | 2승 3패   | 40.0%     | 새턴리그 4위(5팀)   |          |
| 2004 SKY 3R        | 2004 SKY 3R | 헥사트론 드림팀 | -         | 2         | -         | -         | 0승 2패   | 0.0%      | 머큐리리그 5위(5팀) |          |
| 합계               | 합계        | 합계            | 5         | 10        | 3         | 3         | 8승 13패  | 38.1%     |                     |          |

| 팀리그          | 팀리그 | 팀리그          | 팀리그    | 팀리그    | 팀리그    | 팀리그    | 팀리그    | 팀리그    | 팀리그 |
| 시즌            | 시즌   | 소속            | 승        | 패        | 합계      | 승률      | 올킬      | 팀성적    | 비고   |
| --------------- | ------ | --------------- | --------- | --------- | --------- | --------- | --------- | --------- | ------ |
| 2003 계몽사     | 예선   | 삼성전자 칸     | -         | 1         | 0승 1패   | 0.0%      | 0회       | 예선 탈락 |        |
| 2003 계몽사     | 본선   | 삼성전자 칸     | 예선 탈락 | 예선 탈락 | 예선 탈락 | 예선 탈락 | 예선 탈락 | 예선 탈락 |        |
| 2003 라이프존   | 예선   | 삼성전자 칸     | 1         | 2         | 1승 2패   | 33.3%     | 0회       | 예선 탈락 |        |
| 2003 라이프존   | 본선   | 삼성전자 칸     | 예선 탈락 | 예선 탈락 | 예선 탈락 | 예선 탈락 | 예선 탈락 | 예선 탈락 |        |
| 2003 LG IBM     | 예선   | 삼성전자 칸     | 2         | 1         | 2승 1패   | 66.6%     | 0회       | 8위(8팀)  |        |
| 2003 LG IBM     | 본선   | 삼성전자 칸     | 1         | 2         | 1승 2패   | 33.3%     | 0회       | 8위(8팀)  |        |
| 2004 투싼       | 예선   | 삼성전자 칸     | -         | 3         | 0승 3패   | 0.0%      | 0회       | 예선 탈락 |        |
| 2004 투싼       | 본선   | 삼성전자 칸     | 예선 탈락 | 예선 탈락 | 예선 탈락 | 예선 탈락 | 예선 탈락 | 예선 탈락 |        |
| 2004 MBC MOVIES | 예선   | 헥사트론 드림팀 | 1         | 2         | 1승 2패   | 33.3%     | 0회       | 예선 탈락 |        |
| 2004 MBC MOVIES | 본선   | 헥사트론 드림팀 | 예선 탈락 | 예선 탈락 | 예선 탈락 | 예선 탈락 | 예선 탈락 | 예선 탈락 |        |
| 합계            | 합계   | 합계            | 5         | 11        | 5승 11패  | 31.3%     | 0회       |           |        |

## 기타
- 메이저 대회(스타리그, MSL)에는 진출한 적이 없다.